# Cratere Vogel (Luna)
Vogel è un cratere lunare di 26,3 km situato nella parte sud-orientale della faccia visibile della Luna.
Il cratere è dedicato all'astronomo tedesco Hermann Carl Vogel.

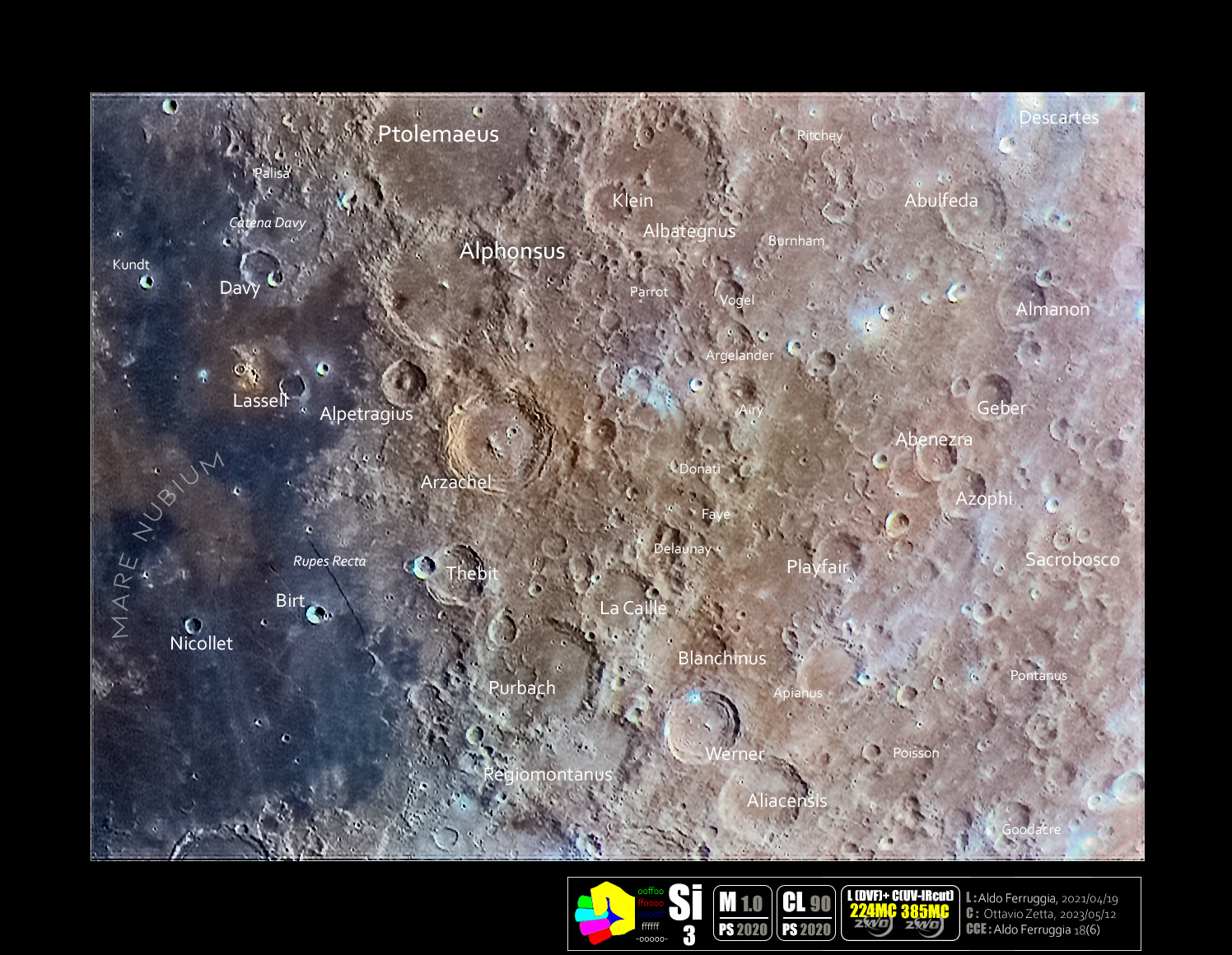
Il cratere con le strutture vicine in una Immagine Selenocromatica(Si)